# Joe Peterson

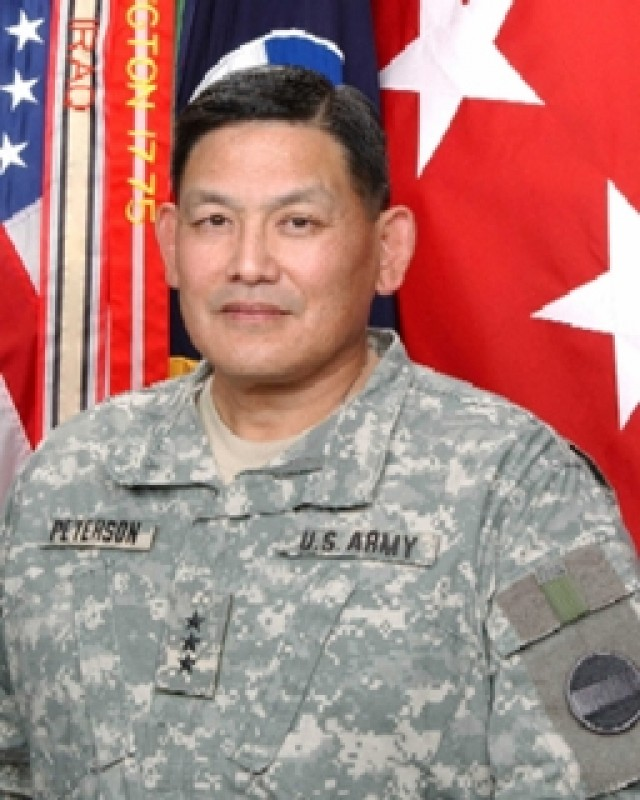
Joseph F. Peterson (2006)

Joseph F. Peterson (* um 1950 in Hawaii) ist ein pensionierter Generalleutnant der United States Army. Er war unter anderem Kommandeur der 1. Kavalleriedivision.
Über das ROTC-Programm der Santa Clara University in Kalifornien gelangte Peterson im Jahr 1972 in das Offizierskorps des US-Heeres. Dort wurde er als Leutnant den Panzertruppen zugeteilt. In der Armee durchlief er anschließend alle Offiziersränge vom Leutnant bis zum Drei-Sterne-General.
Im Lauf seiner militärischen Karriere absolvierte er verschiedene Kurse und Schulungen. Dazu gehörten unter anderem der Armor Officer Advanced Course, das Command and General Staff College und das United States Army War College. Außerdem erhielt er einen akademischen Grad von der Chaminade University of Honolulu.
In seinen jüngeren Jahren absolvierte er den für Offiziere in den niederen Rangstufen üblichen Dienst in unterschiedlichen Einheiten und Standorten. Dazu gehörten auch Aufgaben als Stabsoffizier in verschiedenen Hauptquartieren. Im weiteren Verlauf seiner Karriere kommandierte er militärische Einheiten auf fast allen Ebenen. Er war unter anderem Stabsoffizier im Heeresministerium, bei den Joint Chiefs of Staff und bei der NATO. Zu seinen Einsatzgebieten gehörten unter anderem Südkorea und Deutschland.
Im Jahr 1998 erreichte Joseph Peterson mit seiner Beförderung zum Brigadegeneral die Generalsränge. Danach leitete er die Stabsabteilung G8 (Resource Management) beim United States Army Training and Doctrine Command in Fort Monroe in Virginia. Es folgte eine Versetzung zum Stab der 3. Infanteriedivision in Fort Stewart in Georgia. Im Oktober 2001 erhielt er als Nachfolger von David D. McKiernan das Kommando über die in Fort Hood, dem heutigen Fort Cavazos, stationierte 1. Kavalleriedivision. Seine bis zum August 2003 andauernde Zeit als Divisionskommandeur war überschattet von den Folgen der Terroranschläge am 11. September 2001 und dem folgenden Irakkrieg. Einheiten der Militärpolizei der Division dienten seit Mitte Dezember 2001 in Afghanistan, um bei den Verhören von Terrorverdächtigen und mutmaßlicher Taliban während der Operation Enduring Freedom Unterstützung zu leisten. Die Heeresflieger der 1. Kavalleriedivision unterstützten im März 2003 während des Irakkrieges die vorrückenden Verbände der Alliierten im Irak. Die vollständige Verlegung der Division erfolgte erst unter Petersons Nachfolger als Divisionskommandeur, Peter W. Chiarelli.
Nach seiner Zeit bei der 1. Kavalleriedivision wurde Peterson zum Stab der Joint Chiefs of Staff in Washington, D.C. versetzt. Dort war er in der Stabsabteilung für Operationen (J3) tätig. Im Jahr 2005 erhielt er das Kommando über die Ausbildungseinheiten im Irak, die für die Schulung ziviler einheimischer Sicherheitskräfte in diesem Land zuständig waren. Dabei wurden etwa 120,000 irakische Polizisten geschult und eine Polizeiakademie gegründet. Im Dezember 2006 wurde Joseph Peterson zum stellvertretenden Kommandeur des United States Army Forces Commands ernannt. Dieses Amt hatte er bis zu seiner Pensionierung im August 2010 inne. Peterson war der erste in Hawaii geborene Offizier, der es im US-Heer bis zum Generalleutnant brachte.

## Orden und Auszeichnungen
Joseph Peterson erhielt im Lauf seiner militärischen Laufbahn unter anderem folgende Auszeichnungen:
- Army Distinguished Service Medal
- Defense Superior Service Medal
- Legion of Merit
- Defense Meritorious Service Medal
- Bronze Star Medal
- Meritorious Service Medal
- Army Commendation Medal
- Joint Service Achievement Medal
- Army Achievement Medal